# Mycalesis marginata
Mycalesis marginata är en fjärilsart som beskrevs av Moore 1881. Mycalesis marginata ingår i släktet Mycalesis och familjen praktfjärilar. Inga underarter finns listade i Catalogue of Life.